# クリスマス島移住受付処理センター

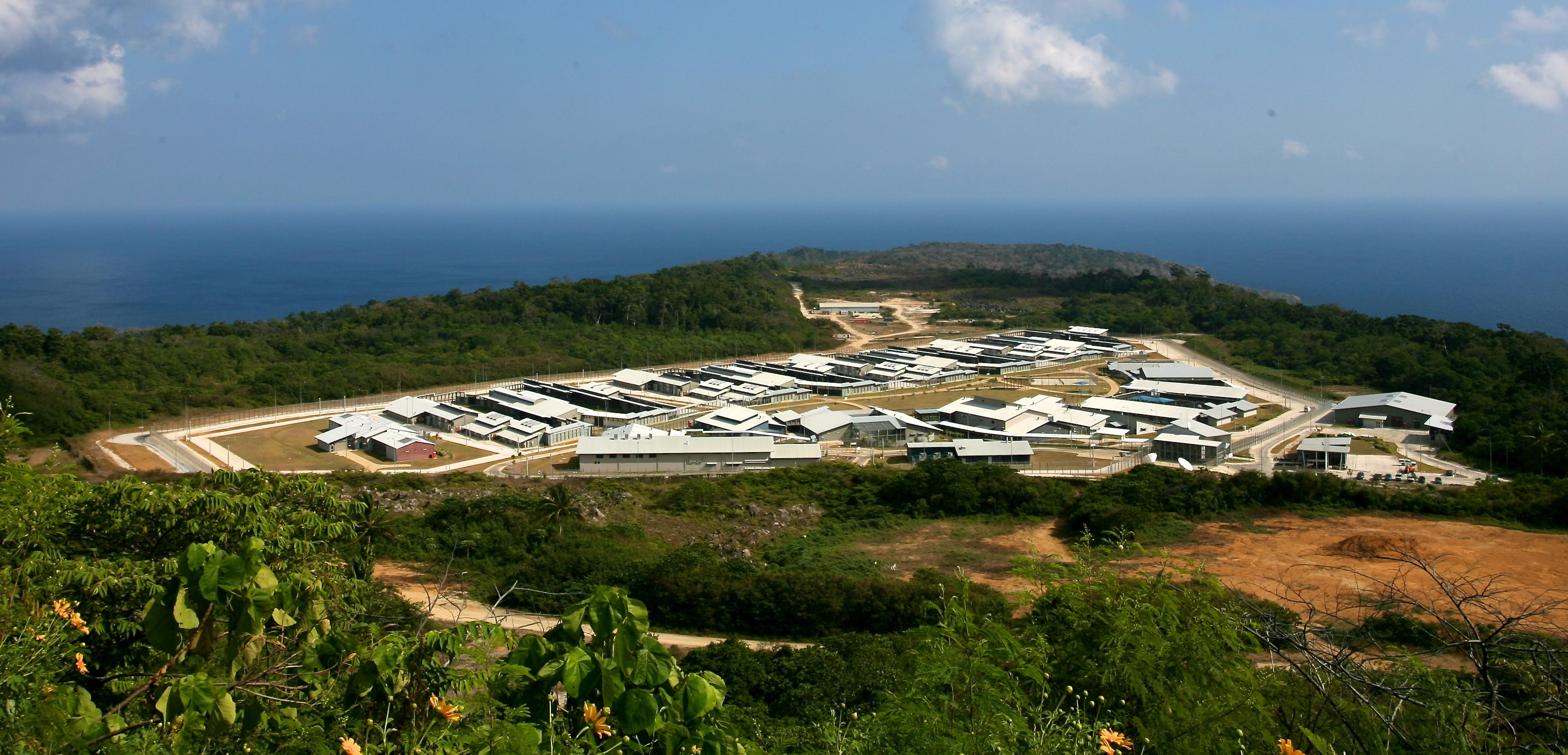
センター全景

クリスマス島移住受付処理センター（Christmas Island Immigration Reception and Processing Centre, Christmas Island Immigration Detention Centre：クリスマス島移住者収容所）は、インド洋のクリスマス島に位置するオーストラリアの移住者収容所。
2001年にクリスマス島付近で発生したタンパ号事件を契機に、島のリン鉱石採掘跡地に建設された。以後、オーストラリアが引き受けざるを得なくなった難民の一時的な収容施設として機能している。
収容者は、数ヶ月間収容された後、国外（ナウル、パプアニューギニア）の収容所に移送され、難民認定や定住に向けた手続きが行われる。

## 概要
- 設立年：2001年
- 収容人数：2208人（2010年4月時点[3]）
- 最大収容人数：2300人[3][4]
- 面積：40ヘクタール（99エーカー）
- 住所：クリスマス島北西部の元リン酸塩採鉱跡地、クリスマス島国立公園の隣接地域。
- 8つの建物、教育・レクリエーション、テニスコート、スポーツエリア、訪問地区、受付、行政センター、会議施設、炊事施設、洗濯室、商店、医療センター、公共施設、倉庫[5]

## 参照
1. ↑  “難民船、クリスマス島へ=豪州、インドネシアに譲歩”. 時事通信社. (2013年11月9日) 2013年11月10日閲覧。[リンク切れ]
2. ↑  “豪州の難民施設は「地獄」、収容中の子どもたちが調査団に直訴”. AFP (フランス通信社). (2014年3月25日) 2014年3月25日閲覧。[リンク切れ]
3. 1 2  “Department of Immigration sends 184 asylum-seekers to Darwin”. Paige Taylor (The Australian). (2010年4月20日) 2010年4月20日閲覧。
4. ↑  “Bring asylum seekers to mainland - Greens”. Courier Mail. (2010年2月8日) 2010年2月9日閲覧。[リンク切れ]
5. ↑  “Christmas Island Immigration, Reception and Processing Centre”. Baulderstone 2010年2月5日閲覧。[リンク切れ]